# کوسوکه اوچیدا
کوسوکه اوچیدا (انگلیسی: Kosuke Uchida؛ زادهٔ ۲ اکتبر ۱۹۸۷) بازیکن فوتبال اهل ژاپن است.